# Хайнрих XII (Ройс-Шлайц)
Хайнрих XII Ройс-Шлайц (на немски: Heinrich XII Reuss zu Schleiz; * 15 май 1716, Шлайц; † 25 юни 1784, Киршкау при Шлайц) е граф и господар на Ройс-Шлайц-Плауен (1744 – 1784) в Тюрингия, 1739 г. кралски датски капитан при гардата на пешеходната охрана.

## Произход и наследство
Той е единствен син на граф Хайнрих XI Ройс-Шлайц (1669 – 1726), господар на Дитерсдорф, Парен, Киршкау, и втората му съпруга графиня Августа Доротея фон Хоенлое-Лангенбург (1678 – 1740), дъщеря на граф Хайнрих Фридрих фон Хоенлое-Лангенбург († 1699) и графиня Юлиана Доротея фон Кастел-Ремлинген († 1706).
Хайнрих XII наследява по-големия си полубрат Хайнрих I Ройс-Шлайц през 1744 г. като граф.
Хайнрих XII Ройс-Шлайц умира на 68 години на 25 юни 1784 г. в Киршкау при Шлайц и е погребан в „църквата Исус“ в Киршкау в Тюрингия. Синът му Хайнрих XLII Ройс-Шлайц става княз през 1806 г.

## Фамилия
Първи брак: на 2 октомври 1742.г. в Шьонберг с графиня Кристина фон Ербах-Шьонберг (* 5 май 1721, Шьонберг; † 26 ноември 1769, Шьонберг), дъщеря на граф Георг Август фон Ербах-Шьонберг (1691 – 1758) и графиня Фердинанда Хенриета фон Щолберг-Гедерн (1699 – 1750). Те имат децата:
- Кристина София Хенриета Ройс (* 4 септември 1744, Шлайц; † 17 август 1745, Шлайц)
- Хайнрих XXXVI Ройс (* 13 юли 1747, Шлайц; † 12 януари 1748)
- Каролина Бернхардина Ройс (* 20 септември 1749, Шлайц; † 29 септември 1749, Шлайц)
- Хайнрих XLII Ройс-Шлайц (* 27 февруари 1752, Льома; † 17 април 1818, Шлайц), граф Ройс фон Шлайц (1784 – 1806), княз Ройс цу Шлайц (1806 – 1818), женен на 10 юни 1779 г. в Кирхберг ан дер Ягст за принцеса Каролина фон Хоенлое-Кирхберг (* 11 юни 1761, Кирхберг; † 22 декември 1849, Шлайц), дъщеря на княз Кристиан Фридрих Карл фон Хоенлое-Кирхберг (1729 – 1819) и принцеса Луиза Шарлота фон Хоенлое-Лангенбург (1732 – 1777)
- Кристина София Хенриета Ройс (* 6 август 1757, Оетерсдорф; † 6 юни 1758, Шлайц)

Втори брак: на 13 юли 1770 г. в дворец Филипсайх с графиня Кристина Фердинанда фон Изенбург-Бюдинген-Филипсайх (* 24 август 1740, Филипсайх; † 7 декември 1822, Шлайц), дъщеря на граф Вилхелм Мориц II фон Изенбург-Бюдинген-Филипсайх (1688 – 1772) и графиня Филипина Луиза фон Щолберг-Гедерн (1705 – 1744). Те имат двама сина:
- Хайнрих LVI Ройс (* 29 ноември 1772, Шлайц; † 24 април 1775, Шлайц)
- Хайнрих LVII Ройс (* 18 юни 1774, Шлайц; † 24 април 1775, Шлайц)